# Julia Pereira de Sousa Mabileau
Pour les articles homonymes, voir Pereira et Sousa.
Julia Pereira de Sousa-Mabileau (parfois simplement appelée Julia Pereira), née le 20 septembre 2001 à Quincy-sous-Sénart, est une snowboardeuse française spécialisée dans le boardercross. Le 16 février 2018, en remportant la médaille d'argent du snowboard cross des Jeux olympiques de Pyeongchang, elle devient à l'âge de 16 ans et 149 jours la plus jeune Française médaillée aux Jeux olympiques d'hiver.

## Carrière sportive
Licenciée au club de snowboard d'Isola 2000 et élève au lycée d'Albertville, Julia Pereira de Sousa Mabileau a remporté 2 médailles de bronze en coupe du monde de snowboard. Elle obtient la 3e lors de l'étape de la coupe du monde à Cervinia, en Italie, le 22 décembre 2017, ainsi qu'à Feldberg, en Allemagne, le 3 février 2018. Elle remporte la médaille d'argent lors des Jeux olympiques d'hiver de 2018 derrière l'Italienne Michela Moioli dans l'épreuve de cross.
Le 12 février 2021, elle remporte lors des Championnats du monde de snowboard 2021 à Idre Fjäll la médaille de bronze de snowboardcross par équipes avec Léo Le Blé Jaques.
Le 28 mars 2025, elle est médaillée de bronze lors des Championnat du monde 2025.
Le 29 mars 2025, elle est sacrée championne du monde lors de l'épreuve mixte avec Loan Bozzolo.

## Palmarès

### Jeux olympiques
| Épreuve / Édition   | Snowboardcross |
| ------------------- | -------------- |
| JO 2018 Pyeongchang | Argent         |
| JO 2022 Pékin       | 5e             |

### Championnats du monde
| Édition/Discipline       | Snowboardcross | Snowboardcross par équipes |
| Mondiaux 2019 Utah       | 11e            | -                          |
| Mondiaux 2021 Idre Fjäll | 18e            | Bronze                     |
| Mondiaux 2025 Engadine   | Bronze         | Or                         |

### Coupe du monde
- Meilleur classement snowboardcross : 3e en 2025.
- 7 podiums dont 1 victoire.

#### Différents classements en coupe du monde
| Année/Classement | Année/Classement | Snowboarccross | Snowboarccross |
| ---------------- | ---------------- | -------------- | -------------- |
| Année/Classement | Année/Classement | Class.         | Points         |
| 2017             | 2017             | 20e            | 780            |
| 2018             | 2018             | 8e             | 3 390          |

#### Détails des victoires
| Épreuve / Édition | Snowboard cross |
| ----------------- | --------------- |
| 2024-2025         | Goudaouri       |

### Championnats du monde junior
| Édition/Discipline     | Snowboardcross |
| Mondiaux 2017 Klinovec | Bronze         |

## Distinctions
- Chevalier de l'Ordre national du Mérite en 2018[8]